# H (мініальбом Лі Хе Рі)
h — дебютний мініальбом Лі Хе Рі, учасниці південнокорейського дуету Davichi. Мініальбом вийшов 19 квітня 2017 року. Альбом містить два сингли: «Pattern» і «Hate That I Miss You».

## Сингли
«Pattern» — це трек із середнім темпом, у якому вміло поєднуються харизматичний бас і шикарний голос Лі Хе Рі, спільне зусилля автора-виконавця Сон Учона та продюсера realmeee, що призвело до зовсім іншого звучання та стилю від Davichi.
«Hate That I Miss You» — традиційний баладний трек, який викликає глибокі та карколомні емоції.

## Випуск
6 квітня 2017 року стало відомо, що Лі Хе Рі працює над своїм сольним мініальбомом і планує випустити його в середині квітня. Це її перший сольний реліз через 9 років після дебюту з Davichi.
11 квітня 2017 року Хе Рі випустила свій перший офіційний сольний трек «Pattern», що став синглом до її сольного дебютного альбому h. Співачка також оголосила, що кліп вийде 12 квітня.
17 квітня 2017 року Лі Хе Рі оприлюднила повний трек-лист для сольного альбому.
19 квітня 2017 року Хе Рі випустила кліп на свій другий заголовний трек «Hate That I Miss You».

## Список композицій
| #     | Назва                                         | Автор слів                      | Автор музики              | Аранжування        | Тривалість |
| ----- | --------------------------------------------- | ------------------------------- | ------------------------- | ------------------ | ---------- |
| 1.    | «Pattern»                                     | 선우정아, Realmeee              | 선우정아                  | 선우정아, Realmeee | 3:37       |
| 2.    | «Season Of You» (그대라는 계절)               | Score (13), Megatone (13)       | Score (13), Megatone (13) | 민연재, 최성일     | 4:22       |
| 3.    | «Hate That I Miss You» (미운 날)              | 신용재 (포맨)                   | 최성일                    | 최성일, 민연재     | 4:37       |
| 4.    | «Paper Star's Dream» (종이별의 꿈)            | 제피 (Xepy), 두리, 이경민, Lohi | 두리, Lohi, 1MAD          | 제피 (Xepy)        | 4:35       |
| 5.    | «We Are» (우린)                               |                                 | 적재                      | 이해리 (다비치)    | 3:56       |
| 6.    | «Even Though» (보이지 않아도)                 | Matthew Tishler, Robyn Newman   | Matthew Tishler           | 김이나             | 3:59       |
| 7.    | «Hate That I Miss You (Piano ver.)» (CD only) | 신용재 (포맨)                   | 최성일                    | 최성일, 민연재     | 4:37       |
| 29:43 |                                               |                                 |                           |                    |            |

## Чарти

### Чарти альбомів
| Чарт                      | Найвища позиція |
| ------------------------- | --------------- |
| Gaon Weekly albums chart  | 16              |
| Gaon Monthly albums chart | 49              |

### Продажі та сертифікації
| Чарт                | Продажі |
| ------------------- | ------- |
| Gaon physical sales | 1,952+  |

## Історія випуску
| Регіон         | Дата           | Формат                   | Лейбл                          |
| -------------- | -------------- | ------------------------ | ------------------------------ |
| Південна Корея | 19 квітня 2017 | CD, цифрове завантаження | CJ E&M Music B2M Entertainment |
| Світ           | 19 квітня 2017 | цифрове завантаження     | CJ E&M Music                   |